# ヤスミン・エーダー
ヤスミン・エーダー（ Jasmin Eder   ,  1992年10月8日 - ）は、オーストリア・ウィーン出身のサッカー選手。オーストリア代表 。SKNザンクト・ペルテン所属。ポジションはミッドフィルダー。

## 経歴

### クラブ
8歳の時、USCランドハウス・ウィーンでサッカーを始める。
優れた成績により2007年から2009年まで州選抜全国大会でウィーンのU-16代表の座を自ら勝ち取る。
2007年以降はUSCランドハウス・ウィーンで オーストリア・ブンデスリーガ1部の試合に出場し、2008年にはオーストリア・レディースカップの決勝まで進出した。
2009年夏、ドイツ女子ブンデスリーガに属する FCバイエルン・ミュンヘンに移籍。ドイツ・ブンデスリーガ2部(ズード)で2シーズンを通し18試合に出場した。
2011-12シーズンはドイツ・ブンデスリーガ2部(ノルト)に属するBVクロッペンブルクと契約し、同シーズン17試合に出場する。翌シーズンは当時ドイツ女子ブンデスリーガ1部に属したVfLジンデルフィンゲンに移籍。
2012年9月2日、VfLジンデルフィンゲンでの第1節で ドイツ・ブンデスリーガ1部でのデビューを果たす。
2013-14シーズンに、 オーストリア・ブンデスリーガ1部に属するSKNザンクト・ペルテンに移籍し、同シーズンリーグで準優勝。さらにオーストリア・レディースカップで優勝を収め、チームに貢献する。
2013年10月、UEFA女子チャンピオンズリーグ 2013-14のS.E.F.トレス1903戦で同大会デビューを果たした。

### オーストリア代表
2007年からU19代表チームに、そして2011年以降はオーストリア女子A代表に選出されている。
2013年、UEFA欧州女子選手権の本大会プレーオフまで進出。
2016年、キプロス・カップに出場し優勝。
2017年、UEFA欧州女子選手権2017の予選ラウンドを2位で通過し、本大会出場を決める。本大会では、準決勝まで勝ち上がり3位の成績を残す。
その年、女子代表チームは同国の「スポーツチーム・オブ・ザ・イヤー」賞を受賞する。
2022年10月、代表引退を発表した。

## タイトル
SKNザンクト・ペルテン
- オーストリア・ブンデスリーガ 優勝:7回（2015、2016、2017、2018、2019、2021、2022）
- オーストリア・ブンデスリーガ 準優勝:1回（2014）
- オーストリア・レディースカップ 優勝:8回（2013、2014、2015、2016、2017、2018、2019、2022）

USCランドハウス・ウィーン
- オーストリア・レディースカップ 準優勝:1回（2008）

U-16ウィーン州選抜代表チーム
- 州選抜全国大会:3回（2007、2008、2009）

### 代表
- UEFA欧州女子選手権2017 3位
- 2017年度オーストリア「スポーツチーム・オブ・ザ・イヤー」賞（オーストリア代表選手として）
- キプロス・カップ 優勝:1回（2016）